# Adriaen van Ostade

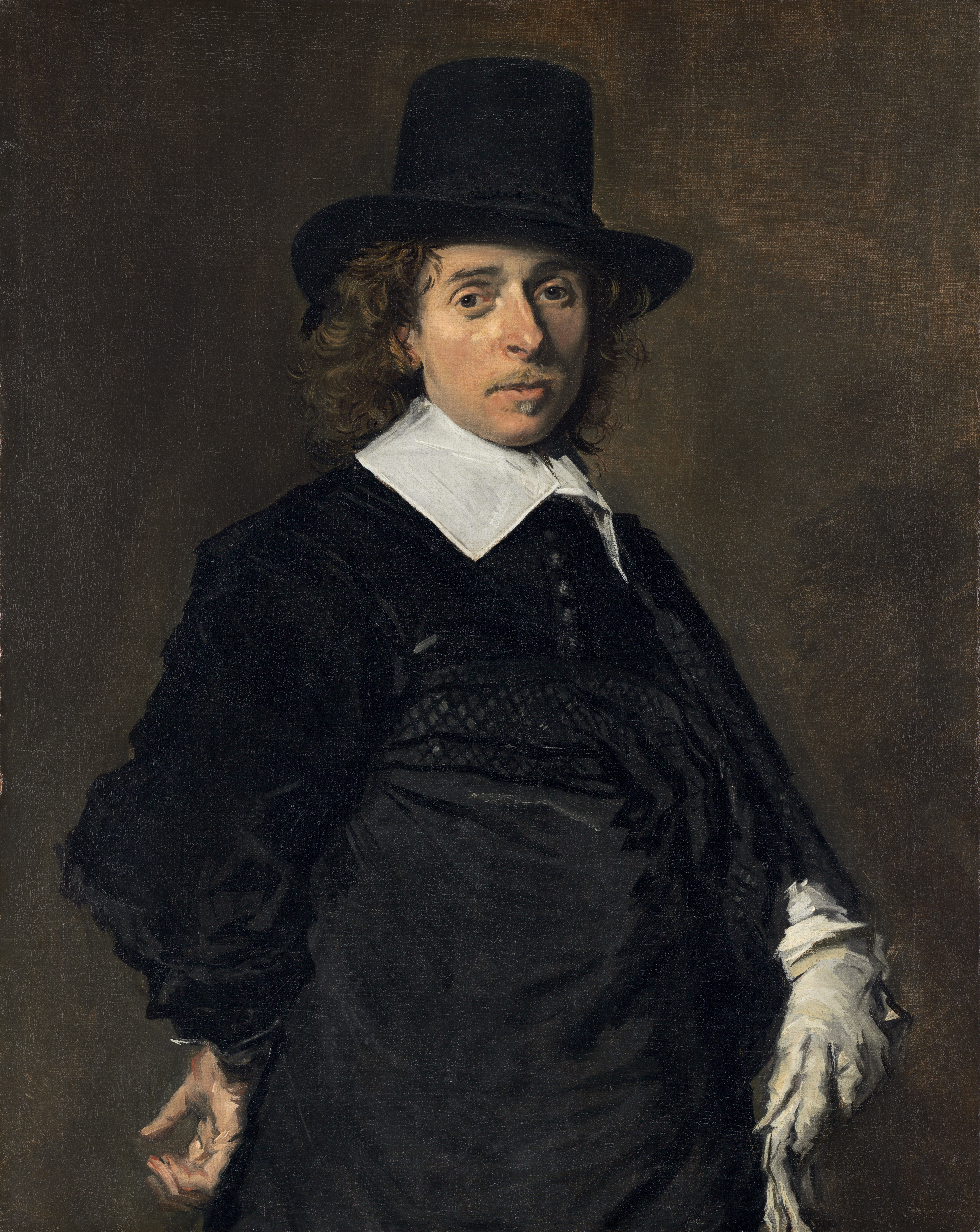
Adriaen van Ostade avbildad av Frans Hals cirka 1645/1648.

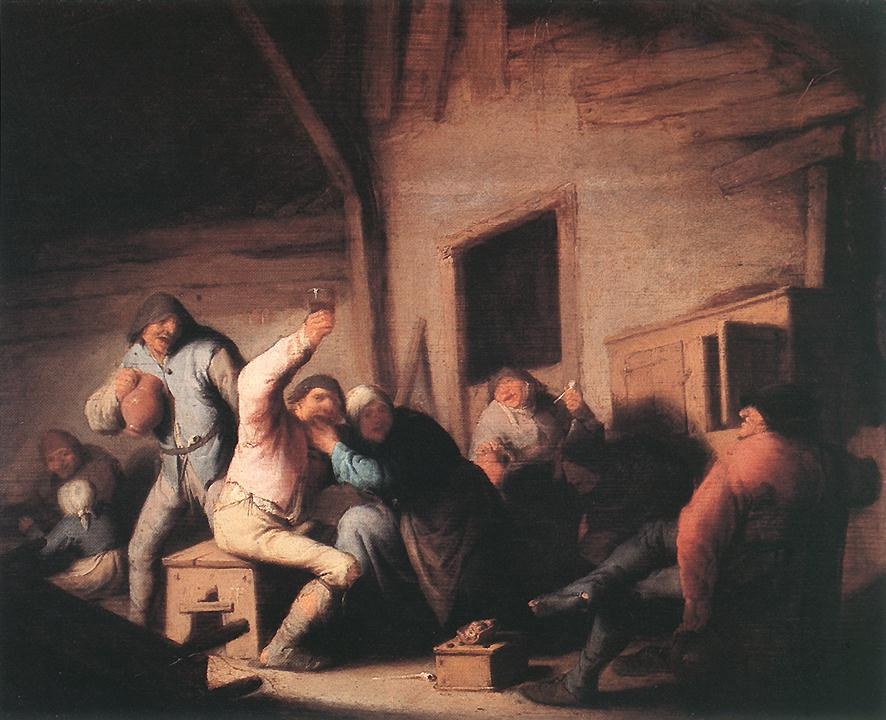
Peasants in a Tavern av Adriaen van Ostade

Adriaen van Ostade, döpt 10 december 1610 i Haarlem, begraven där 2 maj 1685, var en holländsk genremålare, som ofta målade skämtsamt uppfattade scener ur böndernas liv.

## Biografi
Jämte den genialiske, några år äldre flamländaren Adriaen Brouwer var van Ostade 1627 elev hos Frans Hals, som dock icke på honom utövade på långt när så stort inflytande som medlärjungen. Ostade nöjde sig nämligen under den första perioden av sitt konstnärskap (till omkring 1640) icke med att behandla samma motiv som Brouwer: bönder på krogen, som supa, röka, gräla eller dansa, utan sökte även ge sina bilder samma harmoniska prägel som karakteriserar Brouwers verk, ehuru han dock oftast slog över i det karikatyrmässiga och groteska. Hans färgskala erinrar emellertid under denna första period mer om Hals än om Brouwer och är kyligt grå, ibland t. o. m. stötande i blått.
Under sin andra period skildrar han på ett fridfullare sätt böndernas familjeliv, där de efter slutade dagsverken utanför bykrogen åhör den kringvandrande liraspelaren, slår käglor eller inne i krogrummet spelar bräde. Hans målningar från denna tid - hans bästa - är utförda med bredare pensel än förut och hållna i en brunare, varmare ton, över hvilken ett rembrandtskt ljusdunkel - vanligen uppkommet genom det genom en liten öppning på den ena väggen infallande solljuset - breder sitt skimmer.
Mästarens tredje period, avmattningens, kännetecknas av en nyktrare uppfattning, en mer beräknad komposition, mindre pittoresk behandling, ett ängsligare utförande och ett återvändande till en kyligare färg, som är mycket transparent.
Ostade, som var ytterst produktiv och måhända tog till hjälp sina elever Isack van Ostade (vilken även var Adriaens bror), Cornelis Bega och Cornelis Dusart, vilken faktiskt fulländade åtskilliga vid Ostades frånfälle ofullbordade tavlor, nådde aldrig sin lysande förebild Brouwer och äger inte heller Jan Steens spiritualitet, men hans burleska och godmodiga framställningar har aldrig saknat ivriga beundrare. Också är hans arbeten spridda i snart sagt alla större såväl offentliga som privata målningssamlingar. Till hans berömdaste tavlor höra Liraspelaren utanför bondstugan i Berlins museum, Målaren i sin ateljé i Rijksmuseum i Amsterdam, Spelmannen i Haag, Bönder på krogen i Dresden och i Alte Pinakothek i München, Det inre av en bondstuga i Louvren o. s. v.

Bonde som sitter på en bänk av Adriaen van Ostade. Gjord med blyerts, penna och brunt och svart bläck, akvarell och gouache på papper.

I Sverige är han förträffligt representerad. Så har Nationalmuseum inte endast att uppvisa hans mästerliga och själfulla Advokat, spetsande sin gåspenna, utan även fem andra arbeten av olika kvalitet: Drickande och rökande bönder, Bonde, läsande sin tidning, Bondfamilj framför spiseln (1668 eller 1660), Gumma, hållande ett krus och Kvinnohuvud. Sammanlagt äger Nationalmuseum 2 pannåer samt fyra laverade eller akvarellerade teckningar av Ostade. Hallwylska museet äger två pannåer. I Stockholms universitets samling ses ett skissartat Kvinnoporträtt och i Wachtmeisterska samlingen på Vanås Gubbe med ett glas i handen (1663) och Bönder på krogen (1677).